# Fred Jay Seaver
Fred Jay Seaver (14 de marzo de 1877 - 21 de diciembre de 1970) fue un micólogo estadounidense.
En 1902, recibió su B.S. en el "Morningside College", Sioux City; M.Sc. en 1904 y su Ph.D. en 1912 en Biología en la Universidad Estatal de Iowa. Trabajó en la New York Botanical Garden por 4 décadas, inicialmente como Director de Laboratorios, de 1908 a 1911, y luego como Curador, de 1912 a 1943, y finalmente como Curador Principal de 1943 a 1948.
Fue también editor de la revista Mycologia entre 1909 a 1947.

## Algunas publicaciones

### Libros
- 1904. The Discomycetes of eastern Iowa. 297 pp.
- 1909. The Hypocreales of North America. Ed. Iowa City. 74 pp. Reeditó General Books LLC, 2009. 120 pp. ISBN 1-150-60611-8
- 1911. Iowa discomycetes. Volumen 6, N.º 2 de Studies in natural history. Ed. The University. 126 pp.
- Fred Jay Seaver, Carlos Eugenio Chardón, Rafael A. Toro, Frank Dunn Kern, Herbert Hice Whetzel, Lee Oras Overholts. 1926. Botany of Porto Rico and the Virgin Islands: Mycology. Volumen 8, Parte 1 de Scientific survey. 208 pp.
- 1928. The North American cup-fungi (operculates). Ed. del autor. 284 pp. Reeditó Hafner. 377 pp.

- La abreviatura «Seaver» se emplea para indicar a Fred Jay Seaver como autoridad en la descripción y clasificación científica de los vegetales.[3]